# María del Pilar del Villar
María del Pilar del Villar Miranda es una deportista española que compitió en piragüismo en la modalidad de maratón. Ganó una medalla de bronce en el Campeonato Europeo de Piragüismo en Maratón de 1999 en la prueba de K2, formando pareja con Mara Santos.

## Palmarés internacional
| Campeonato Europeo | Campeonato Europeo            | Campeonato Europeo | Campeonato Europeo |
| Año                | Lugar                         | Medalla            | Evento             |
| ------------------ | ----------------------------- | ------------------ | ------------------ |
| 1999               | Gorzów Wielkopolski (Polonia) | Medalla de bronce  | K2                 |